# Das kürzeste Verfahren
Das kürzeste Verfahren ist der Kurztitel des anonymen Traktats The Shortest Way With The Dissenters von Daniel Defoe, in dem er die Anglikanische Kirche und deren religiöse Intoleranz gegenüber den zu ihr im Dissens befindlichen anderen Glaubensrichtungen angriff. Er musste 1703, als seine Verfasserschaft bekannt wurde, wegen der Verbreitung von aufrührerischen Schmähschriften auf unbestimmte Zeit ins Gefängnis. Seine Erfahrungen im Umgang mit der herrschenden Meinung fanden ihre Würdigung in der Hymn to the pillory (Hymne auf den Pranger), welche ihrerseits von Stefan Heym in seiner Novelle Die Schmähschrift zu einer Abrechnung mit den Praktiken des DDR-Regimes literarisch verdichtet wurde.